# Tom Jager
Tom Jager (Estados Unidos, 6 de octubre de 1964) es un nadador estadounidense retirado ganador de siete medallas olímpicas —cinco de ellas de oro— entre las Olimpiadas de Los Ángeles 1984 y Barcelona 1992.

## Carrera deportiva
En los JJ. OO. de Los Ángeles 1984 ganó dos medallas de oro en pruebas de relevos, en los 4 x 100 metros libre y 4 x 100 metros estilos.
Cuatro años después, en las Olimpiadas de Seúl 1988 volvió a ganar el oro en las dos pruebas de relevos anteriormente citadas, y además la plata en los 50 metros estilo libre.
Y en los Juegos Olímpicos de Barcelona 1992 ganó la medalla de oro en los 4 x 100 metros estilo libre, y el bronce en los 50 metros estilo libre.